# Karalargüneyi, Osmancık
Karalargüney là một xã thuộc huyện Osmancık, tỉnh Çorum, Thổ Nhĩ Kỳ. Dân số thời điểm năm 2010 là 507 người.